# Eddy Lievens
Eddy Lievens (Geel, 3 mei 1945 - 20 april 2012) was een Belgische voetballer. Hij speelde onder meer voor Lierse SK, RSC Anderlecht en Sint-Truiden VV.

## Carrière
Eddy Lievens was een middenvelder die zich in 1956 aansloot bij voetbalclub Sint-Dymphna Geel. In 1962 stapte hij over naar KFC Diest, dat toen in Eerste Klasse speelde. Hij maakte er zijn debuut in het eerste elftal.
Het seizoen 1964/65 sloot Diest als laatste af. De club degradeerde en zo belandde Lievens voor het eerst in Tweede Klasse. Lang duurde het niet alvorens hij terugkeerde naar het hoogste niveau. In 1966 verhuisde hij naar Sint-Truiden VV, waar succescoach Raymond Goethals aan de slag was. Bij STVV werd Lievens een ploegmaat van onder meer Eddy Koens, Odilon Polleunis en Frits Vanden Boer.
Na vijf seizoenen volgde er een transfer naar RSC Anderlecht. De toen 26-jarige Lievens belandde in het team van trainer Georg Kessler, de Duitser die discipline hoog in het vaandel droeg. Lievens veroverde in zijn eerste seizoen met Anderlecht de landstitel en de Beker van België. Een jaar later kwam hij nog amper aan spelen toe, maar was hij wel goed voor twee goals. Paars-wit werd zesde in het eindklassement en veroverde opnieuw de Beker.
Na twee jaar Anderlecht verkaste hij naar Lierse SK, waar hij een belangrijke pion werd op het middenveld. Hij voetbalde bij Lierse nog samen met Willy Wellens, Dimitri Davidović en de nog jonge Jan Ceulemans. De club flirtte in die dagen met de degradatie, maar bleef uiteindelijk toch in Eerste Klasse. Na opnieuw twee seizoenen hield hij het voor bekeken. Lievens vertrok naar AS Oostende, waar hij nog drie seizoenen voetbalde. Daarna zette hij een stap terug. Hij belandde in de lagere voetbaldivisies en verdedigde in zijn geboortestreek nog even de kleuren van Lyra TSV en Verbroedering Geel. Na zijn voetbalcarrière is hij nog een tijd uitbater geweest van Café De Flox op het Sint Dimphnaplein te Geel.